# 李东生 (企业家)
李东生（英語：Tomson Dongsheng Li，1957年7月—），广东揭西人，生于广东省惠阳专区（今属惠州市），客家人，中国企业家、中国共产党党员及人大代表、全国工商联副主席，毕业于华南理工大学，毕业后即在TCL任职，於1996年12月出任TCL集团董事长、行政總裁兼党委书记。
李东生也是腾讯之独立非执行董事、花样年控股集团有限公司之非执行董事，以及罗格朗之独立董事。

## 简历
1957年7月出生于广东省惠阳专区，1978年考入华南工学院（现华南理工大学）无线电专业。1982年毕业于华南理工大学无线电技术系，获得学士学位。
大学毕业后，李东生到中外合资TTK家庭电器有限公司（TCL的前身）工作，担任技术员。此后李东生担任TCL销售和贸易部的负责人及厂长。李东生于1985年任TCL通讯设备公司总经理，此后任惠州市工业发展总公司引进部主任、惠州市电子通讯总公司副总经理、党委副书记兼团委书记。1993年初担任TCL电子集团公司总经理；1996年12月担任TCL集团董事长、CEO兼党委书记，一直担任至今。
2004年1月，TCL与法国汤姆逊公司正式签署合资协议；同年4月，TCL宣布收购阿尔卡特手机业务，收购后，品牌更名为Alcatel Mobile Phones；由此TCL集团已经成为业务遍及全球80多个国家和地区的跨国企业。

## 荣誉[2]
- 1994年：获得发展中国家电事业特殊贡献功臣称号。
- 1995年：获得第五届全国优秀青年企业家称号。
- 2004年2月6日：被国际著名杂志《财富》评为“2004亚洲年度经济人物”。
- 2004年：被美国《时代周刊》和CNN评为“2004年全球最具影响力的25名商界人士”。
- 2004年9月3日：获得法国国家荣誉勋章。
- 2004年12月：获得中国经济年度人物称号。
- 2007年：获得芝加哥美中论坛“企业领袖睿智奖”。
- 2008年：入选《华夏时报》2008十大中国杰出CEO。
- 2008年：获得“德勤企业家奖”。
- 2009年：被评为“CCTV中国经济年度人物十年商业领袖”。
- 2011年：获“华人经济领袖”荣誉称号。

## 相关事件
2014年10月8日，李东生在个人微博上发表了微博，微博暗示TCL可能收购台湾手机制造商HTC。随后TCL对此事予以否认。